# Torneo Súper 8 2010
El Torneo Súper 8 2010 fue la sexta edición del Torneo Súper 8 y se disputó en la ciudad de Formosa, Argentina, del 16 al 19 de diciembre de 2010. 
Todos los partidos fueron disputados en el Estadio Cincuentenario.

## Clasificación
Para determinar los ocho equipos participantes del torneo, siete equipos clasificaron acorde a su récord en la liga, de modo tal que el Súper 8 reunió a los 3 primeros de la Zona Norte (Regatas de Corrientes, Libertad de Sunchales y Atenas de Córdoba), los 3 primeros de la Zona Sur (Peñarol de Mar del Plata, Obras Sanitarias y Lanús), y al mejor 4° de las dos zonas (Olímpico de La Banda). A ellos se les sumó un equipo invitado por la organización, como es costumbre en este torneo. El equipo invitado siempre debe ser un equipo que no haya clasificado de manera directa, y en este caso, fue La Unión de Formosa.

## Desarrollo del torneo
|  | Cuartos de final     | Cuartos de final     |         |          | Semifinales     | Semifinales     |  |        | Final           | Final           |  |
|  | 16 y 17 de diciembre | 16 y 17 de diciembre |         |          | 18 de diciembre | 18 de diciembre |  |        | 19 de diciembre | 19 de diciembre |  |
|  |                      |                      |         |          |                 |                 |  |        |                 |                 |  |
|  |                      |                      |         |          |                 |                 |  |        |                 |                 |  |
|  | Libertad             | 65                   |         |          |                 |                 |  |        |                 |                 |  |
|  | Libertad             | 65                   |         |          |                 |                 |  |        |                 |                 |  |
|  | Lanús                | 60                   |         |          |                 |                 |  |        |                 |                 |  |
|  | Lanús                | 60                   |         | Libertad | 60              |                 |  |        |                 |                 |  |
|  |                      |                      |         | Libertad | 60              |                 |  |        |                 |                 |  |
|  |                      |                      | Atenas  | 86       |                 |                 |  |        |                 |                 |  |
|  | Atenas               | 82                   | Atenas  | 86       |                 |                 |  |        |                 |                 |  |
|  | Atenas               | 82                   |         |          |                 |                 |  |        |                 |                 |  |
|  | Obras                | 73                   |         |          |                 |                 |  |        |                 |                 |  |
|  | Obras                | 73                   |         |          |                 |                 |  | Atenas | 92              |                 |  |
|  |                      |                      |         |          |                 |                 |  | Atenas | 92              |                 |  |
|  |                      |                      | Peñarol | 85       |                 |                 |  |        |                 |                 |  |
|  | Peñarol              | 80                   | Peñarol | 85       |                 |                 |  |        |                 |                 |  |
|  | Peñarol              | 80                   |         |          |                 |                 |  |        |                 |                 |  |
|  | Olímpico             | 68                   |         |          |                 |                 |  |        |                 |                 |  |
|  | Olímpico             | 68                   |         | Peñarol  | 81              |                 |  |        |                 |                 |  |
|  |                      |                      |         | Peñarol  | 81              |                 |  |        |                 |                 |  |
|  |                      |                      | Regatas | 67       |                 |                 |  |        |                 |                 |  |
|  | La Unión             | 67                   | Regatas | 67       |                 |                 |  |        |                 |                 |  |
|  | La Unión             | 67                   |         |          |                 |                 |  |        |                 |                 |  |
|  | Regatas              | 79                   |         |          |                 |                 |  |        |                 |                 |  |
|  | Regatas              | 79                   |         |          |                 |                 |  |        |                 |                 |  |
|  |                      |                      |         |          |                 |                 |  |        |                 |                 |  |

Final
| 20 de diciembre | Atenas                                                            | 92–85                                 | Peñarol                                                            | |  |
| 22.00           | Parciales: 21-25, 26-19, 16-18, 29-23                             | Parciales: 21-25, 26-19, 16-18, 29-23 | Parciales: 21-25, 26-19, 16-18, 29-23                              | |  |
|                 | Estadísticas Miguel Gerlero 31 Gregory Lewis 19 James Williams 16 | Pts                                   | Estadísticas Kyle Lamonte 25 Leonardo Gutiérrez 22 Martín Leiva 12 | Pabellón: Estadio Cincuentenario Formosa (capital) Árbitros: Alejandro Chiti, Diego Rougier y Juan Fernández Televisión: TyC Sports |  |

- MVP del Torneo: Miguel Gerlero (Atenas)

### Plantel Campeón
El plantel campeón estuvo integrado por los siguientes jugadores:
- Bruno Lábaque
- Bruno Barovero
- Matías Lescano
- Gregory Lewis
- James Williams
- Mariano García
- Miguel Gerlero
- Pablo Orlietti
- Felipe Pais
- Tomás Acosta

Su entrenador fue Sebastián González.